# Campionati europei di ciclismo su pista 2020 - Velocità a squadre maschile
La velocità a squadre maschile ai Campionati europei di ciclismo su pista 2020 si svolse l'11 novembre 2020 presso il velodromo Kolodruma di Plovdiv, in Bulgaria.

## Podio
| Pos.    | Atleta                                                      | Nazionalità |
| ------- | ----------------------------------------------------------- | ----------- |
| Oro     | Denis Dmitriev Pavel Yakushevskiy Alexander Sharapov        | Russia      |
| Argento | Tomáš Bábek Dominik Topinka Martin Cechman                  | Rep. Ceca   |
| Bronzo  | Sotirios Bretas Ioannis Kalogeropoulos Konstantinos Livanos | Grecia      |

## Risultati

### Qualifiche
Il miglior tempo gareggia in semifinale con il quarto tempo, il secondo tempo con il terzo
| Posizione | Atlete                                                      | Nazione   | Tempo  | Gap    | Note |
| --------- | ----------------------------------------------------------- | --------- | ------ | ------ | ---- |
| 1         | Denis Dmitriev Pavel Yakushevskiy Alexander Sharapov        | Russia    | 43.719 |        |      |
| 2         | Tomáš Bábek Dominik Topinka Martin Cechman                  | Rep. Ceca | 43.942 | +0.223 |      |
| 3         | Sotirios Bretas Ioannis Kalogeropoulos Konstantinos Livanos | Grecia    | 44.368 | +0.649 |      |
| 4         | Juan Peralta Gascon Alejandro Martinez Ekain Jimenez        | Spagna    | 44.587 | +0.868 |      |
| 5         | Dmytro Stovbetskyi Tadey-Ivan Chebanets Bohdan Danylchuk    | Ucraina   | 45.896 | +2.177 |      |
| 6         | Miroslav Minchev Nikolay Genov Yasen Aleksandrov            | Bulgaria  | 48.515 | +4.796 |      |

### Primo turno
| Posizione                     | Atlete                                                      | Nazione   | Tempo  | Gap    | Note |
| ----------------------------- | ----------------------------------------------------------- | --------- | ------ | ------ | ---- |
| prima batteria 1° contro 6°   |                                                             |           |        |        |      |
| 1                             | Denis Dmitriev Pavel Yakushevskiy Ivan Gladyshev            | Russia    | 43.123 |        | Q    |
| 2                             | Miroslav Minchev Nikolay Genov Georgi Lumparov              | Bulgaria  | 48.063 | +4.940 |      |
| seconda batteria 2° contro 5° |                                                             |           |        |        |      |
| 1                             | Tomáš Bábek Dominik Topinka Jakub Stastny                   | Rep. Ceca | 44.655 |        | Q    |
| 2                             | Dmytro Stovbetskyi Vladyslav Denysenko Bohdan Danylchuk     | Ucraina   | 45.326 | +0.671 |      |
| terza batteria 3° contro 4°   |                                                             |           |        |        |      |
| 1                             | Sotirios Bretas Ioannis Kalogeropoulos Konstantinos Livanos | Grecia    | 44.214 |        | q    |
| 2                             | Juan Peralta Gascon Alejandro Martinez Ekain Jimenez        | Spagna    | 45.067 | +0.853 | q    |

### Finale
| Tempo                | Atleti                                                      | Nazione   | Tempo  | Gap    | Note |
| -------------------- | ----------------------------------------------------------- | --------- | ------ | ------ | ---- |
| Finale per l'oro     |                                                             |           |        |        |      |
| 1                    | Denis Dmitriev Pavel Yakushevskiy Ivan Gladyshev            | Russia    | 43.007 |        |      |
| 2                    | Tomáš Bábek Dominik Topinka Martin Cechman                  | Rep. Ceca | 43.925 | +0.917 |      |
| Finale per il bronzo |                                                             |           |        |        |      |
| 3                    | Sotirios Bretas Ioannis Kalogeropoulos Konstantinos Livanos | Grecia    | 44.098 |        |      |
| 4                    | Juan Peralta Gascon Alejandro Martinez Ekain Jimenez        | Spagna    | 44.561 | +0.463 |      |